# Liste der mexikanischen Fußball-Zweitligavereine
Die Liste der mexikanischen Fußball-Zweitligavereine beinhaltet alle (bekannten) Zweitligisten im mexikanischen Vereinsfußball von 1950/51 bis 2019/20.
Eine zweite Fußball-Liga existiert in Mexiko seit 1950. Sie war zunächst als Segunda División (1950/51 bis 1993/94), später als Primera División 'A' (1994/95 bis 2008/09) und von 2009/10 bis 2019/20 zunächst als Liga de Ascenso und später als Ascenso MX bekannt. Seit der Saison 2020/21 firmiert sie als Liga de Expansión MX ohne Aufstiegsrecht. Die dort teilnehmenden Mannschaften sind in der Liste Liga de Expansión MX/Mannschaften ersichtlich.
Den diversen Bezeichnungen Rechnung tragend, gliedert sich die Liste in vier Teile. In den ersten drei Teilen werden alle (bekannten) Vereine aufgeführt, die in der jeweiligen Liga vertreten waren. Im vierten Teil werden noch einmal jene Vereine aufgeführt, die in mindestens zwei der unterschiedlich benannten Ligen mitgewirkt haben. Im Gegensatz zu den ersten drei Listen, in denen ein Verein bei wesentlichen Namensunterschieden entsprechend mehrfach aufgeführt wird, erfolgt die Nennung eines Vereins in der vierten Liste jeweils nur einmal, wobei seine Namenshistorie nachrichtlich (in der Tabelle bzw. in den Fußnoten) erwähnt wird.

## Teilnehmer der Segunda División (1950/51 bis 1993/94)
| Verein                         | Stadt                    | Bundesstaat      | Spielzeiten                                                                          |
| ------------------------------ | ------------------------ | ---------------- | ------------------------------------------------------------------------------------ |
| CD Acapulco                    | Acapulco                 | Guerrero         | 1974/75                                                                              |
| Águila Progreso Industrial     | Nicolás Romero           | México           | 1987/88                                                                              |
| Alacranes de Durango           | Durango                  | Durango          | 1958/59                                                                              |
| CD Anáhuac                     | Monterrey                | Nuevo León       | 1953/54–1954/55                                                                      |
| Club Apatzingán                | Apatzingán               | Michoacán        | 1987/88                                                                              |
| Club Atlacomulco               | Atlacomulco              | México           | 1985/86                                                                              |
| CF Atlante                     | Mexiko-Stadt             | Distrito Federal | 1976/77, 1990/91                                                                     |
| CF Atlas                       | Guadalajara              | Jalisco          | 1954/55, 1971/72, 1978/79                                                            |
| Atletas Campesinos             | Querétaro                | Querétaro        | 1978/79–1979/80                                                                      |
| Atletas Industriales           | Querétaro                | Querétaro        | 1978/79–1980/81                                                                      |
| Club Ayense                    | Ayense de Ayotlán        | Jalisco          | 1989/90, 1991/92–1993/94                                                             |
| CSD Azucareros                 | Córdoba                  | Veracruz         | 1981/82–1985/86                                                                      |
| Atlético Bachilleres           | Guadalajara              | Jalisco          | 1981/82, 1989/90–1992/93                                                             |
| Atlético Bachilleres           | Ocotlán                  | Jalisco          | 1977/78–1980/81                                                                      |
| Bravos de Ciudad Madero        | Ciudad Madero            | Tamaulipas       | 1976/77–1977/78                                                                      |
| Brujas de Coatzacoalcos        | Coatzacoalcos            | Veracruz         | 1981/82                                                                              |
| Brujos de Zitlaltepec          | Zumpango                 | México           | 1990/91                                                                              |
| Búfalos de Curtidores          | León                     | Guanajuato       | 1985/86                                                                              |
| Cachorros de León              | León                     | Guanajuato       | 1979/80–1980/81                                                                      |
| Cachorros de Zamora            | Zamora                   | Michoacán        | 1990/91                                                                              |
| Caimanes de Tabasco            | Villahermosa             | Tabasco          | 1993/94                                                                              |
| Camaroneros de Salina Cruz     | Salina Cruz              | Oaxaca           | 1987/88–1989/90                                                                      |
| CC Cataluña                    | Torreón                  | Coahuila         | 1960/61–1962/63 (ab 1963/64 CF Torreón)                                              |
| Celaya FC                      | Celaya                   | Guanajuato       | 1954/55–1957/58, 1961/62–1969/70, 1974/75–1976/77, 1990/91–1993/94 (als Real Celaya) |
| CD Chetumal                    | Chetumal                 | Quintana Roo     | 1985/86–1991/92                                                                      |
| Cobras Ciudad Juárez           | Ciudad Juárez            | Chihuahua        | 1987/88, 1992/93–1993/94                                                             |
| Cobras Querétaro               | Querétaro                | Querétaro        | 1983/84–1985/86                                                                      |
| CD Colimense                   | Colima                   | Colima           | 1993/94                                                                              |
| Correcaminos                   | Tampico                  | Tamaulipas       | 1974/75–1976/77                                                                      |
| CD Coyotes Neza                | Nezahualcóyotl           | México           | 1977/78–1981/82                                                                      |
| CD Cruz Azul                   | Cd. Cooperativa          | Hidalgo          | 1961/62–1963/64                                                                      |
| CD Cuautla                     | Cuautla                  | Morelos          | 1952/53–1954/55, 1959/60–1960/61, 1970/71–1982/83                                    |
| Atlético Cuernavaca            | Cuernavaca               | Morelos          | 1970/71–1972/73, 1991/92–1993/94                                                     |
| Delfines de Acapulco           | Acapulco                 | Guerrero         | 1991/92–1992/93                                                                      |
| Ecatepec FC                    | Ecatepec                 | México           | 1988/89–1990/91                                                                      |
| Estrella Roja                  | Toluca                   | México           | 1952/53–1953/54                                                                      |
| Estudiantes de Querétaro       | Querétaro                | Querétaro        | 1975/76–1977/78                                                                      |
| F.E.G.                         | Guadalajara              | Jalisco          | 1987/88–1988/89                                                                      |
| Galicía                        | Cuernavaca               | Morelos          | 1989/90                                                                              |
| Guerreros de Acapulco          | Acapulco                 | Guerrero         | 1990/91                                                                              |
| Halcones de Saltillo           | Saltillo                 | Coahuila         | 1974/75–1975/76                                                                      |
| Iberia de Córdoba              | Córdoba                  | Veracruz         | 1974/75–1976/77                                                                      |
| Deportivo Iguala               | Iguala                   | Guerrero         | 1974/75                                                                              |
| Independiente                  | Toluca                   | México           | 1954/55–1955/56                                                                      |
| Instituto Politécnico Nacional | Mexiko-Stadt             | Distrito Federal | 1954/55–1956/57                                                                      |
| Inter de Acapulco              | Acapulco                 | Guerrero         | 1974/75–1975/76, 1977/78                                                             |
| Inter de Tijuana               | Tijuana                  | Baja California  | 1989/90–1993/94                                                                      |
| Deportivo Irapuatense          | Irapuato                 | Guanajuato       | 1959/60                                                                              |
| CD Irapuato                    | Irapuato                 | Guanajuato       | 1950/51–1953/54, 1972/73–1981/82, 1983/84–1984/85, 1991/92–1993/94                   |
| Jabatos de Nuevo León          | Monterrey                | Nuevo León       | 1958/59–1959/60, 1962/63–1965/66, 1969/70–1970/71, 1988/89–1989/90                   |
| Jaguares de Colima             | Colima                   | Colima           | 1976/77–1985/86                                                                      |
| CSD Jalisco                    | Guadalajara              | Jalisco          | 1980/81–1990/91                                                                      |
| Club La Concepción             | Puebla                   | Puebla           | 1951/52–1952/53                                                                      |
| CF Laguna                      | Torreón                  | Coahuila         | 1954/55–1967/68                                                                      |
| CD León                        | León                     | Guanajuato       | 1987/88–1989/90                                                                      |
| Leones de Saltillo             | Saltillo                 | Coahuila         | 1990/91                                                                              |
| Linces de Celaya               | Celaya                   | Guanajuato       | 1991/92–1992/93                                                                      |
| Lobos de Querétaro             | Querétaro                | Querétaro        | 1971/72                                                                              |
| Lobos de Tlaxcala              | Tlaxcala                 | Tlaxcala         | 1979/80–1981/82                                                                      |
| Loros de Colima                | Colima                   | Colima           | 1986/87                                                                              |
| CF Madero                      | Ciudad Madero            | Tamaulipas       | 1956/57–1964/65 (als CF Refinería Madero), 1967/68–1972/73                           |
| Club Marte                     | Cuernavaca               | Morelos          | 1955/56–1956/57 (als CD Marte), 1992/93–1993/94 (als Marte FC)                       |
| Mastines de Naucalpan          | Naucalpan                | México           | 1969/70–1975/76                                                                      |
| Mineros de Zacatecas           | Zacatecas                | Zacatecas        | 1986/87                                                                              |
| UD Moctezuma                   | Orizaba                  | Veracruz         | 1951/52–1953/54                                                                      |
| Club Montecarlo                | Irapuato                 | Guanajuato       | 1955/56–1956/57                                                                      |
| CF Monterrey                   | Monterrey                | Nuevo León       | 1952/53–1955/56, 1957/58–1959/60                                                     |
| CD Morelia                     | Morelia                  | Michoacán        | 1950/51–1956/57, 1968/69–1980/81 (seit 1971/72 als Atlético Morelia)                 |
| Club Morelos                   | Cuernavaca               | Morelos          | 1976/77–1978/79                                                                      |
| Club Municipal                 | Irapuato                 | Guanajuato       | 1957/58–1958/59                                                                      |
| CD Nacional                    | Guadalajara              | Jalisco          | 1956/57–1960/61, 1965/66–1971/72, 1973/74–1978/79                                    |
| Nuevo Necaxa                   | Nuevo Necaxa             | Puebla           | 1973/74–1986/87                                                                      |
| CF Oaxaca                      | Oaxaca                   | Oaxaca           | 1985/86–1987/88, 1993/94                                                             |
| CF Oaxtepec                    | Oaxtepec                 | Morelos          | 1980/81–1981/82                                                                      |
| Orizaba FC                     | Orizaba                  | Veracruz         | 1959/60–1967/68, 1972/73, 1986/87–1988/89                                            |
| Osos Grises                    | Toluca                   | México           | 1977/78–1981/82                                                                      |
| Club Oviedo                    | Pachuca                  | Hidalgo          | 1953/54                                                                              |
| Club Oviedo                    | Tlalnepantla             | México           | 1955/56–1959/60 (ab 1959/60 in Texcoco beheimatet)                                   |
| CF Pachuca                     | Pachuca                  | Hidalgo          | 1950/51–1951/52, 1960/61–1966/67, 1973/74, 1975/76–1986/87, 1988/89–1991/92, 1993/94 |
| Pioneros de Cancún             | Cancún                   | Quintana Roo     | 1986/87–1988/89, 1990/91–1992/93                                                     |
| Atlético Potosino              | San Luis Potosí          | San Luis Potosí  | 1989/90–1990/91                                                                      |
| Potros Neza                    | Nezahualcóyotl           | México           | 1988/89                                                                              |
| Poza Rica FC                   | Poza Rica de Hidalgo     | Veracruz         | 1958/59–México 70, 1982/83–1985/86                                                   |
| CD Progreso de Cocula          | Cocula                   | Jalisco          | 1986/87                                                                              |
| Puebla FC                      | Puebla                   | Puebla           | 1964/65–México 70                                                                    |
| Querétaro FC                   | Querétaro                | Querétaro        | 1950/51–1960/61, 1970/71–1977/78, 1982/83, 1988/89–1989/90                           |
| Reboceros de La Piedad         | La Piedad                | Michoacán        | 1951/52, 1953/54–1971/72, 1973/74–1983/84, 1985/86–1992/93                           |
| Club Ciudad Sahagún            | Ciudad Sahagún           | Hidalgo          | 1974/75, 1976/77                                                                     |
| Salamanca FC                   | Salamanca                | Guanajuato       | 1957/58–1960/61, 1964/65–1985/86                                                     |
| Atlético San Francisco         | San Francisco del Rincón | Guanajuato       | 1992/93–1993/94                                                                      |
| Club San José                  | Toluca                   | México           | 1958/59                                                                              |
| Club San Luis                  | San Luis Potosí          | San Luis Potosí  | 1957/58–1960/61, 1970/71, 1974/75–1975/76, 1993/94                                   |
| CD San Mateo Atenco            | San Mateo Atenco         | México           | 1984/85–1985/86                                                                      |
| San Sebastián                  | León                     | Guanajuato       | 1951/52–1958/59                                                                      |
| Club Santos Laguna             | Torreón                  | Coahuila         | 1984/85–1987/88                                                                      |
| S.U.O.O.                       | Cuautitlán Izcalli       | México           | 1979/80–1983/84, 1987/88–1989/90, 1991/92–1992/93                                    |
| CD Tampico                     | Tampico                  | Tamaulipas       | 1958/59, 1963/64–1976/77, 1982/83                                                    |
| Tampico-Madero FC              | Tampico                  | Tamaulipas       | 1991/92–1993/94                                                                      |
| CD Tapatío                     | Guadalajara              | Jalisco          | 1975/76–1982/83, 1986/87–1988/89                                                     |
| Tecnológico de Celaya          | Celaya                   | Guanajuato       | 1972/73, 1974/75–1977/78                                                             |
| Tecomán FC                     | Tecomán                  | Colima           | 1983/84–1991/92, 1993/94                                                             |
| Deportivo Tepatitlán           | Tepatitlán               | Jalisco          | 1992/93–1993/94                                                                      |
| Atlético Tepeji del Río        | Tepeji del Río           | Hidalgo          | 1974/75–1975/76                                                                      |
| Deportivo Tepic                | Tepic                    | Nayarit          | 1959/60–1971/72, 1976/77–1993/94                                                     |
| CD Texcoco                     | Texcoco                  | México           | 1960/61–1968/69                                                                      |
| Club Texcoco                   | Texcoco                  | México           | 1982/83–1984/85                                                                      |
| Toros de Texcoco               | Texcoco                  | México           | 1986/87–1987/88                                                                      |
| Deportivo Toluca               | Toluca                   | México           | 1950/51–1952/53                                                                      |
| CF Torreón                     | Torreón                  | Coahuila         | 1963/64–1968/69 (bis 1962/63 CF Cataluña)                                            |
| Tuberos de Veracruz            | Veracruz                 | Veracruz         | 1976/77–1981/82                                                                      |
| Club Tulancingo                | Tulancingo               | Hidalgo          | 1979/80–1984/85                                                                      |
| Unión de Curtidores            | León                     | Guanajuato       | 1967/68–1973/74, 1981/82–1982/83, 1984/85                                            |
| U.A.B.J.                       | Oaxaca                   | Oaxaca           | 1983/84                                                                              |
| U.A.G.                         | Zapopan                  | Jalisco          | 1973/74–1974/75                                                                      |
| U.A.E.M.                       | Toluca                   | México           | 1972/73–1973/74, 1975/76–1976/77                                                     |
| UANL Tigres                    | San Nicolás de los Garza | Nuevo León       | 1960/61–1961/62, 1967/68–1973/74                                                     |
| U.A.Q.                         | Querétaro                | Querétaro        | 1984/85–1991/92, 1993/94                                                             |
| U.A.T.                         | Ciudad Victoria          | Tamaulipas       | 1974/75–1975/76, 1983/84–1986/87                                                     |
| Universidad de Guadalajara     | Guadalajara              | Jalisco          | 1972/73–1973/74                                                                      |
| Club Universidad Nacional      | Mexiko-Stadt             | Distrito Federal | 1954/55–1956/57, 1958/59–1961/62                                                     |
| Universidad de Nayarit         | Tepic                    | Nayarit          | 1972/73–1975/76                                                                      |
| Universidad de San Luis        | San Luis Potosí          | San Luis Potosí  | 1973/74                                                                              |
| U.T.N.                         | Nezahualcóyotl           | México           | 1991/92–1992/93                                                                      |
| Universidad Veracruzana (U.V.) | Veracruz                 | Veracruz         | 1970/71–1971/72                                                                      |
| U.V. de Coatzacoalcos          | Coatzacoalcos            | Veracruz         | 1978/79–1979/80                                                                      |
| U.V. de Córdoba                | Córdoba                  | Veracruz         | 1977/78–1978/79                                                                      |
| U.V. de Xalapa                 | Xalapa                   | Veracruz         | 1979/80–1980/81                                                                      |
| Atlético Valladolid            | Morelia                  | Michoacán        | 1959/60–1960/61, 1981/82–1982/83                                                     |
| Vasco de Quiroga               | Irapuato                 | Guanajuato       | 1960/61                                                                              |
| Atlético de Veracruz           | Veracruz                 | Veracruz         | 1952/53                                                                              |
| CD Veracruz                    | Veracruz                 | Veracruz         | 1952/53, 1961/62–1963/64, 1979/80–1983/84                                            |
| CD Ciudad Victoria             | Ciudad Victoria          | Tamaulipas       | 1959/60–1977/78                                                                      |
| CD Atlético Yucatán            | Mérida                   | Yucatán          | 1984/85, 1988/89–1993/94                                                             |
| CD Zacatepec                   | Zacatepec                | Morelos          | 1950/51, 1962/63, 1966/67–México 70, 1977/78, 1983/84, 1985/86–1993/94               |
| CD Zamora                      | Zamora                   | Michoacán        | 1950/51–1954/55, 1956/57, 1960/61–1973/74, 1978/79–1984/85                           |
| CD Zapata                      | Emiliano Zapata          | Morelos          | 1968/69–México 70                                                                    |